# Mittelbergheim
Mittelbergheim – miejscowość i gmina we Francji, w regionie Grand Est, w departamencie Dolny Ren.
Według danych na rok 1990 gminę zamieszkiwało 628 osób, 164 os./km².
Czesław Miłosz przebywał tu we wrześniu 1951 r., gdy postanowił nie wracać do kraju. Napisał wtedy wiersz pod tytułem „Mittelbergheim”, co upamiętniono w 2014 r. tablicą pamiątkową.